# Potrafię gotować
Potrafię gotować (ang. I Can Cook, 2009) – brytyjski serial dla dzieci prowadzony przez Katy Ashworth. W Polsce transmituje go stacja CBeebies od 4 października 2010 roku

## Obsada[1]
- Katy Ashworth jako ona sama (prowadząca)

i inni

## Wersja polska
W roli głównej wystąpiła: Barbara Kubica-Daniel
W pozostałych rolach:
- Piotr Łukawski – Dr Ranj (odc. 26 serii IV)
- Paweł Mielewczyk – Pan Robótka (odc. 26 serii IV)
- Laura Mular

oraz:
- Małgorzata Rychlicka-Hewitt
- Małgorzata Musiała
- Krzysztof Grabowski

i inni
Opracowanie i realizacja wersji polskiej: Studio Tercja Gdańsk